# جادسون (كارولاينا الجنوبية)
جادسون (بالإنجليزية: Judson CDP, South Carolina)‏ هي منطقة سكنية تقع بولاية كارولاينا الجنوبية في الولايات المتحدة. تبلغ مساحتها 2.05 كم2، وترتفع عن سطح البحر 298 م، بلغ عدد سكانها 2,050 نسمة في عام 2010 حسب إحصاء مكتب تعداد الولايات المتحدة وتصل الكثافة السكانية فيها 1,000 نسمة لكل كيلومتر مربع (2,590.0/ميل2).

## التركيبة السكانية
حدّد مكتب تعداد الولايات المتحدة بيانات التركيبة السكانية لجادسون في تعداد الولايات المتحدة. في ما يلي، التركيبة السكانية حسب تعدادي 2000 و2010.

### تعداد عام 2000
بلغ عدد سكان جادسون 2,456 نسمة بحسب تعداد عام 2000، وبلغ عدد الأسر 940 أسرة وعدد العائلات 604 عائلة مقيمة في المنطقة السكنية. في حين سجلت الكثافة السكانية 1,198 نسمة لكل كيلومتر مربع (3,102.8/ميل2). وبلغ عدد الوحدات السكنية 1,143 وحدة بمتوسط كثافة قدره 557.6 لكل كيلومتر مربع (1,444.2/ميل2).
وتوزع التركيب العرقي للمنطقة السكنية بنسبة 38.03% من البيض و56.72% من الأمريكيين الأفارقة و0.24% من الأمريكيين الأصليين و0.53% من الأمريكيين ذوي الأصول الآسيوية و3.01% من الأعراق الأخرى و1.47% من عرقين مختلطين أو أكثر و5.90% من الهسبانيون أو اللاتينيون من أي عرق.
بلغ عدد الأسر 940 أسرة كانت نسبة 39.6% منها لديها أطفال تحت سن الثامنة عشر تعيش معهم، وبلغت نسبة الأزواج القاطنين مع بعضهم البعض 32.1% من أصل المجموع الكلي للأسر، ونسبة 23.9% من الأسر كان لديها معيلات من الإناث دون وجود شريك،  بينما كانت نسبة 8.2% من الأسر لديها معيلون من الذكور دون وجود شريكة وكانت نسبة 35.7% من غير العائلات. تألفت نسبة 29.6% من أصل جميع الأسر من عدة أفراد يعيشون في نفس المنزل ونسبة 10.5% كانت تتألف من شخص يعيش بمفرده يبلغ من العمر 65 عاماً أو أكثر. وبلغ متوسط حجم الأسرة المعيشية 2.61، أما متوسط حجم العائلات فبلغ 3.23.
بلغ العمر الوسطي للسكان 33.7 عاماً. وكانت نسبة 29.2% من القاطنين تحت سن الثامنة عشر، وكانت نسبة 8% بين الثامنة عشر والرابعة والعشرين عاماً، ونسبة 30.1% كانت واقعةً في الفئة العمرية ما بين الخامسة والعشرين والرابعة والأربعين عاماً، ونسبة 21.9% كانت ما بين الخامسة والأربعين والرابعة والستين، ونسبة 10.7% كانت ضمن فئة الخامسة والستين عاماً فما فوق. يوجد لكل 100 أنثى 96.8 ذكر، ويوجد لكل 100 أنثى في الثامنة عشر من عمرها فما فوق 92.5 ذكر.
بلغ متوسط دخل الأسرة في المنطقة السكنية 23,839 دولارًا، أما متوسط دخل العائلة فبلغ 28,043 دولارًا. وكان متوسط دخل الذكور 22,021 دولارًا مقابل 21,333 دولارًا للإناث. وسجل دخل الفرد الخاص بالمنطقة السكنية 12,979 دولارًا. وكانت نسبة 17.7% من العائلات ونسبة 20% من السكان تحت خط الفقر، وكان من هؤلاء نسبة 26% تحت سن الثامنة عشر ونسبة 22% في الخامسة والستين من العمر وما فوق.

### تعداد عام 2010
بلغ عدد سكان جادسون 2,050 نسمة بحسب تعداد عام 2010، وبلغ عدد الأسر 765 أسرة وعدد العائلات 493 عائلة مقيمة في المنطقة السكنية. في حين سجلت الكثافة السكانية 1,000 نسمة لكل كيلومتر مربع (2,590.0/ميل2). وبلغ عدد الوحدات السكنية 1,025 وحدة بمتوسط كثافة قدره 500 لكل كيلومتر مربع (1,295.0/ميل2).
وتوزع التركيب العرقي للمنطقة السكنية بنسبة 30.54% من البيض و59.22% من الأمريكيين الأفارقة و0.49% من الأمريكيين الأصليين و0.10% من الأمريكيين ذوي الأصول الآسيوية و5.61% من الأعراق الأخرى و4.05% من عرقين مختلطين أو أكثر و13.12% من الهسبانيون أو اللاتينيون من أي عرق.
بلغ عدد الأسر 765 أسرة كانت نسبة 35.9% منها لديها أطفال تحت سن الثامنة عشر تعيش معهم، وبلغت نسبة الأزواج القاطنين مع بعضهم البعض 25.9% من أصل المجموع الكلي للأسر، ونسبة 30.6% من الأسر كان لديها معيلات من الإناث دون وجود شريك،  بينما كانت نسبة 8% من الأسر لديها معيلون من الذكور دون وجود شريكة وكانت نسبة 35.6% من غير العائلات. تألفت نسبة 28.9% من أصل جميع الأسر من عدة أفراد يعيشون في نفس المنزل ونسبة 8.4% كانت تتألف من شخص يعيش بمفرده يبلغ من العمر 65 عاماً أو أكثر. وبلغ متوسط حجم الأسرة المعيشية 2.68، أما متوسط حجم العائلات فبلغ 3.30.
بلغ العمر الوسطي للسكان 34.5 عاماً. وكانت نسبة 27% من القاطنين تحت سن الثامنة عشر، وكانت نسبة 9.4% بين الثامنة عشر والرابعة والعشرين عاماً، ونسبة 27.8% كانت واقعةً في الفئة العمرية ما بين الخامسة والعشرين والرابعة والأربعين عاماً، ونسبة 26.7% كانت ما بين الخامسة والأربعين والرابعة والستين، ونسبة 9.1% كانت ضمن فئة الخامسة والستين عاماً فما فوق. وتوزع التركيب الجنسي للسكان بنسبة 50% ذكور و50% إناث.